# Aplastodiscus flumineus
Aplastodiscus flumineus är en groddjursart som först beskrevs av Cruz och Peixoto 1985.  Aplastodiscus flumineus ingår i släktet Aplastodiscus och familjen lövgrodor. IUCN kategoriserar arten globalt som otillräckligt studerad. Inga underarter finns listade i Catalogue of Life.